# Condado de Morton (Dakota do Norte)
O Condado de Morton (em inglês:  Morton County) é um dos 53 condados do estado americano da Dakota do Norte. A sede e maior cidade do condado é Mandan. Foi fundado em 1873.
O condado possui uma área de 5 039 km², dos quais 4 989 km² estão cobertos por terra e 50 km² por água, uma população de 27 471 habitantes, e uma densidade populacional de 5,5 hab/km² (segundo o censo nacional de 2010). É o quinto condado mais populoso da Dakota do Norte.